# Sborník popa Punčo

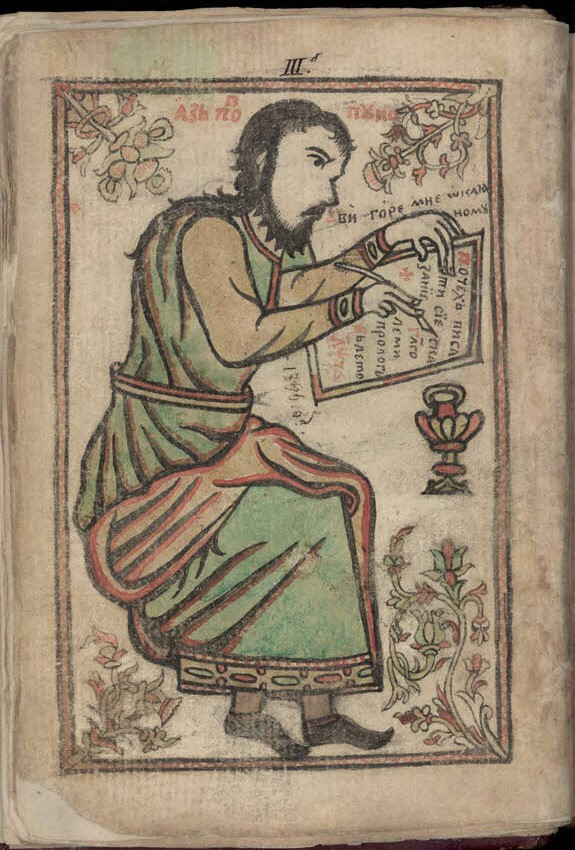
Pop Punčo, jak se zachytil ve svém textu

Sborník popa Punčo (bulharsky Поппунчов сборник Poppunčov sbornik) je sborník kázání a dalších náboženských textů (damaskina), který sestavil a napsal pop Punčo (Пунчо Куздин, žák Paisije Chilendarského) roku 1796 ve vesnici Mokreš poblíž Lomu v Montanské oblasti na severozápadě Bulharska. Spis je uložen v bulharské Národní knihovně sv. Cyrila a Metoděje v Sofii (pod signaturou NBKM 693).
Sborník je důležitým svědkem rodící se spisovné bulharštiny, příspěvek k bulharské národnímu obrození. Je psán na svoji dobu a úroveň vzdělaným mužem, jazyk je běžně mluvená bulharština (mokrešský dialekt), zapsáno ne pěknou, ale dobře čitelnou cyrilicí. Větší útvary, které Punčo do sborníku zapracoval byla Paisijova historie (značně zkrácena). Text je doplně několika miniaturami, včetně dvou autoportrétů.